# Alberto Tarantini
Alberto César Tarantini (født 3. december 1955 i Ezeiza, Argentina) er en tidligere argentinsk fodboldspiller, der som venstre back på Argentinas landshold var med til at vinde guld ved VM i 1978 på hjemmebane. Han deltog også ved VM i 1982. I alt spillede han 61 landskampe, hvori han scorede ét mål.
På klubplan spillede Tarantini for de to store Buenos Aires-klubber, Boca Juniors og River Plate, samt for Talleres de Córdoba. Han havde også ophold i europæisk fodbold hos Birmingham i England, Bastia og Toulouse i Frankrig samt schweiziske FC St. Gallen.
Med både Boca Juniors og River Plate vandt han to argentinske mesterskaber, og med Boca blev det også til triumf i Copa Libertadores.

## Titler
Primera División de Argentina
- 1976 (Nacional) og 1976 (Metropolitano) og med Boca Juniors
- 1980 (Metropolitano) og 1981 (Nacional) med River Plate

Copa Libertadores
- 1977 med Boca Juniors

VM
- 1978 med Argentina